# اليران عطار
اليران عطار (بالعبرية: אלירן עטר‏) (17 فبراير 1987 بتل أبيب في إسرائيل - ) هو لاعب كرة قدم إسرائيلي في مركز الهجوم. شارك مع منتخب إسرائيل تحت 19 سنة لكرة القدم ومنتخب إسرائيل لكرة القدم. أما مع النوادي، فقد لعب مع ستاد ريمس ومكابي حيفا ونادي بني يهودا تل أبيب ونادي مكابي تل أبيب.

## وصلات خارجية
- اليران عطار على موقع الاتحاد الأوربي (الإنجليزية)
- اليران عطار على موقع قاعدة بيانات كرة القدم.إي يو (الإنجليزية)
- اليران عطار على موقع ناشيونال فوتبول تيمز (الإنجليزية)
- اليران عطار على موقع Soccerway.com (الإنجليزية)
- اليران عطار على موقع عالم كرة القدم.نت (الإنجليزية)
- اليران عطار على موقع AS.com (الإسبانية)